# Vùng đáy nước
Vùng đáy nước là vùng sinh thái ở tầng thấp nhất của một vùng nước ví dụ như đại dương hoặc hồ, bao gồm cả bề mặt trầm tích và một số lớp dưới bề mặt. Các sinh vật sống trong vùng này được gọi là sinh vật đáy, ví dụ như cộng đồng sinh vật không xương sống ở vùng đáy, bao gồm các loài giáp xác và giun nhiều tơ. Các sinh vật thường sống trong một mối quan hệ gần gũi với mặt nền ở đáy và nhiều loài thì gắn bó vĩnh viễn với mặt đáy. Lớp bề mặt của phần đất làm viền cho vùng nước đó, lớp ranh giới đáy, là một phần trọn vẹn của vùng đáy nước, vì nó ảnh hưởng lớn tới hoạt động sinh học diễn ra ở đây. Những ví dụ về lớp đất tiếp xúc bao gồm lớp cát đáy, vỉa đá, san hô, và bùn.

## Sinh vật
Sinh vật đáy là những sinh vật sống ở vùng nước đáy, và khác với những sinh vật ở nơi khác trong cột nước. Nhiều loài đã thích nghi với việc sống trên mặt nền. Ở trong sinh cảnh của chúng chúng có thể được coi là loài thống trị, nhưng chúng thường là nguồn con mồi cho các loài thuộc họ Cá mập mắt trắng ví dụ như cá mập chanh. Nhiều sinh vật thích nghi với áp lực ở vùng nước sâu không thể sinh tồn ở vùng phía trên của cột nước. Sự khác biệt về áp lực có thể rất là quan trọng (xấp xỉ một atmốtphe mỗi 10 mét độ sâu dưới nước).